# Hidra de Lerna

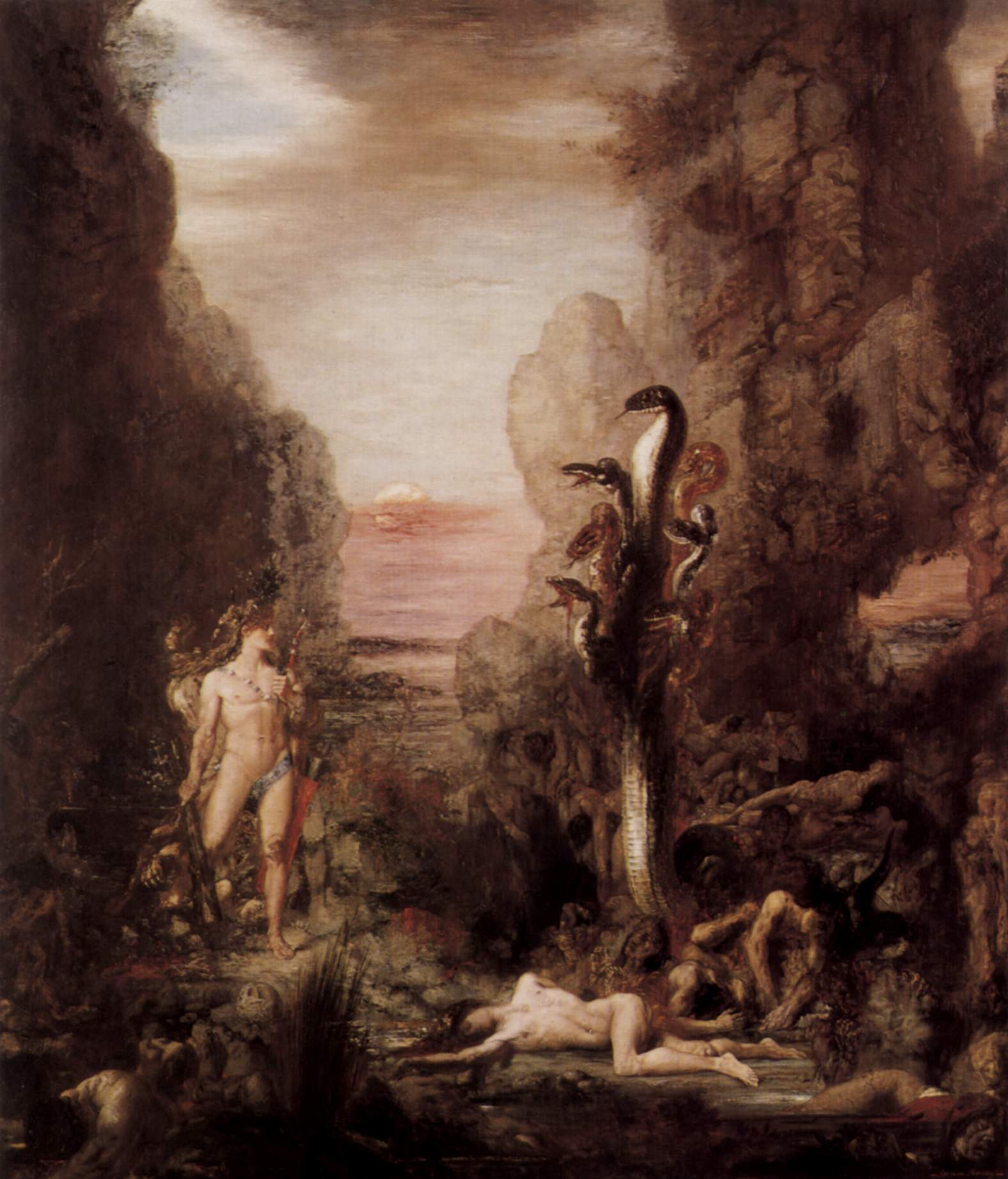
G. Moreau: Hércules y la Hidra de Lerna (1876).

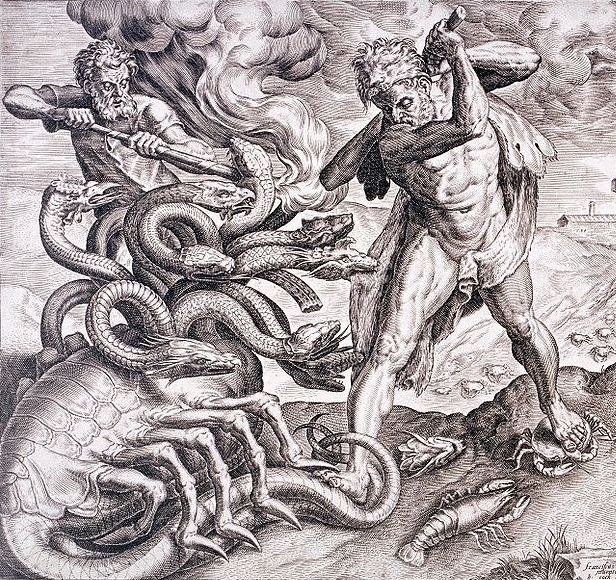
Heracles y Yolao atacando a la Hidra

En la mitología griega la Hidra de Lerna (Λερναῖα Ὕδρα / Lernaīa Hýdra) era un monstruo serpentino. Se la describe como una «enorme» y «despiadada» serpiente de agua («ὕδρα», hydra) de múltiples cabezas, provista de colmillos y un aliento venenoso letal. Heracles la mató en el segundo de sus doce trabajos con la ayuda de Yolao, e impregnó sus flechas con la bilis venenosa de la bestia.

## Familia y descripción
La Hidra era el tercer descendiente monstruoso nacido de Tifón y Equidna, o bien nació de Estige y Palante o Pirante. La Hidra alumbró, por sí misma, a la Quimera. Se dice que fue alimentada por Hera, irritada contra Heracles, bajo un plátano cerca de la fuente Amimone en Lerna.
Sobre su número de cabezas no hay consenso. Unos dicen que eran tres, seis, o nueve, o bien cincuenta o incluso cien. Ya desde Alceo el número de cabezas quedó estandarizado como nueve en la versión más extendida del mito, e incluso se especifica que ocho de ellas eran mortales pero la novena, ubicada en el centro, era inmortal. Otros racionalizan que la Hidra tenía una sola cabeza pero como tuvo muchas crías estas se interpretaron como cabezas añadidas de la madre. O que la cabeza del medio estaba hecha de oro.

Al igual que el número variable de cabezas la otra cualidad que destacaba de la Hidra era que «si alguien le cortaba una cabeza, hacía brotar muchas otras en lugar de aquella». Diodoro dice que si se destruía una de estas cabezas, del lugar donde había sido cortada surgían otras dos y por esto se la había considerado invencible, por ser doble el esfuerzo.

## El segundotrabajode Heracles (o Hércules)

Ilustración de una hidra.

Euristeo como segundo trabajo le ordenó a Heracles matar a la Hidra. Esta, criada en el pantano de Lerna, irrumpía en el llano y destruía el campo y los ganados. Lerna se halla junto al mar, a unos ocho kilómetros de la ciudad de Argos. Al oeste se alza el monte Pontino, con su bosque sagrado de plátanos que se extiende hasta el mar. En este bosque, limitado en un lado por el río Pontino —junto al cual Dánao dedicó un altar a Atenea— y el otro por la corriente del río Amimone. Bajo sus aguas había una entrada al inframundo que la Hidra guardaba.
La Hidra tenía un cuerpo enorme serpentino provisto de nueve cabezas. Heracles, montado en un carro que guiaba Yolao, llegó a Lerna y refrenó los caballos. Al descubrir la Hidra en una colina, junto a la fuente de Amimone donde tenía su madriguera, la obligó a salir arrojándole flechas encendidas, y una vez fuera la apresó y dominó, aunque ella se mantuvo enroscada en una de sus piernas. De nada servía golpear las cabezas con la maza, pues cuando aplastaba una surgían dos. Heracles pidió ayuda a su sobrino y Yolao, quien, después de incendiar parte de un bosque cercano, con los tizones quemó los cuellos de las cabezas e impidió que resurgieran. Evitada así su proliferación cortó la única cabeza que era inmortal, la encerró y le puso encima una pesada roca, cerca del camino que a través de Lerna conduce a Eleúnte. Eurípides dice que Heracles mató a la Hidra con unas ‘garras de oro’, esto es, una espada o cimitarra dorada.
La Hidra era un monstruo tan venenoso que podía matar a los hombres con su aliento; cualquiera que pasara cerca cuando esta dormía, o respirara su rastro, moría entre grandes tormentos. Bajo las instrucciones de Atenea, Heracles mató al monstruo, lo desmembró y sumergió sus flechas en su bilis; de esta manera cualquiera alcanzado por sus flechas no podría evitar la muerte. Heracles utilizaría más tarde esta flechas venenosas para matar a otros enemigos durante sus restantes trabajos, como los pájaros del Estínfalo y el gigante Gerión. Más tarde usó una para matar al centauro Neso; y la sangre contaminada del centauro es lo que provocaría la muerte involuntaria de Heracles. Algunos dicen que el hedor del río Anigro en Élide, que hace que todos los peces del río sean incomestibles, se debía al veneno de la Hidra, lavado por las flechas que Heracles usó contra el centauro. Otros dicen que Heracles contuvo el aliento para evitar envenarse con la toxicidad del monstruo.
En una versión alterna, Hera envía un cangrejo amigo de la Hidra para que mordiese los pies de Heracles y le estorbase, esperando provocar así su muerte. No obstante, Heracles aplastó con el pie al crustáceo y siguió luchando contra la Hidra. Por eso la reina del Olimpo puso al cangrejo en los cielos estrellados como la constelación de Cáncer.
Cuando Euristeo, el rey que asignaba los trabajos a Heracles, supo que había sido su sobrino quien le había dado la antorcha, declaró que no había completado el trabajo solo y por tanto no contaba para el total de diez labores que se le habían asignado. Este elemento mítico es un ambiguo intento de resolver el conflicto entre los antiguos diez trabajos y los doce más recientes.
La Hidra de Lerna tenía perplejos a los mitógrafos clásicos. Pausanias sostenía que podía haber sido muy bien una serpiente de agua gigantesca y venenosa; pero que Pisandro fue el primero que dijo que tenía muchas cabezas, pues quería que pareciera más aterradora y, al mismo tiempo, aumentar la dignidad de sus propios versos. Según Servio la Hidra era un manantial de ríos subterráneos que solían irrumpir al exterior e inundar el territorio. Si uno de sus numerosos cauces quedaba cerrado, el agua surgía por otra parte, por lo que Heracles primeramente utilizó el fuego para secar la tierra y luego cerró los cauces.

## Catasterismo
Las constelaciones de Hydra y Cancer se encuentran muy cerca en el cielo nocturno. Debido a ello se pudiera identificar a Hydra con la Hidra y a Cancer con Carcinos, ambos colocados conjuntamente entre las estrellas a manos de Hera. No obstante los poetas que disertaron acerca de catasterismos dicen que Hydra representa una serpiente ordinaria y acuática, no un monstruo de muchas cabezas como la Hidra de Lerna. Manilio sugiere en su poema astrológico que la Hidra era la serpiente que custodiaba las manzanas de oro de las Hespérides, es posible que haya confundido esta constelación con Draco, que comúnmente se identificaba con dicha serpiente.

## Versión racionalizante
Paléfato nos da una versión racionalizante acerca de la Hidra. Dice que Lerno era rey de cierto territorio, y a partir de él recibía también su nombre el  país (en aquel entonces todos los hombres vivían en aldeas, y ese territorio lo ocupan ahora los argivos). En aquella época existían como ciudades Argos, Micenas, Tirena y Lerna, y al mando de cada uno de estos lugares había un rey. Así pues, los demás reyes estaban sometidos a Euristeo, hijo de Esténelo, hijo de Perseo, pues de este era la región más extensa y poblada, Micenas. Lerno, en cambio, no quería estar bajo su dominio y por este motivo le hacían la guerra. Lerno tenía, a la entrada de su comarca, un fortín soberbio en el que hacían guardia cincuenta arqueros fornidos, los cuales iban y venían en lo alto de la fortaleza sin cesar, tanto de noche como de día. Este fortín llevaba por nombre Hidra. Por tanto, Euristeo envió a Heracles para que asolara la plaza. Los hombres de Heracles atacaban con fuego a los arqueros que se hallaban en el baluarte y, cuando caía alguno por haber sido alcanzado, acudían para suplirlo dos, pues el muerto había valido por otros tantos. Y cuando Lerno se sintió acuciado por la guerra que libraba con Heracles, contrató a unos mercenarios carios. Al frente de la tropa llegó un hombre alto y aguerrido llamado Carcino («cangrejo»), con cuyo concurso hacían frente a Heracles. Se presentó luego en ayuda de este Yolao, el hijo de Ificles, que era sobrino de Heracles y traía consigo tropas procedente de Tebas. Este se aproximó y prendió fuego al baluarte de la Hidra. Gracias a estos refuerzos pudo abatirlos por completo Heracles, y acabó con la Hidra y destruyó su ejército.

## Mitología comparada
La Hidra tenía muchos paralelos en las religiones del Medio Oriente antiguo. En particular, las mitologías sumeria, babilónica y de asiria celebraban las acciones de la guerra y del dios cazador Ninurta, a quien el Angrim atribuyó matar a once monstruos en una expedición a las montañas, incluyendo una serpiente de siete cabezas (posiblemente idéntica a Mushmahhu) y Bashmu, cuya constelación (a pesar de tener una sola cabeza) fue asociada más tarde por los griegos con la Hidra. La constelación también se asocia a veces en contextos babilónicos con el dragón de Marduk, el Mushhushshu.

## Representaciones en el arte y la fantasía

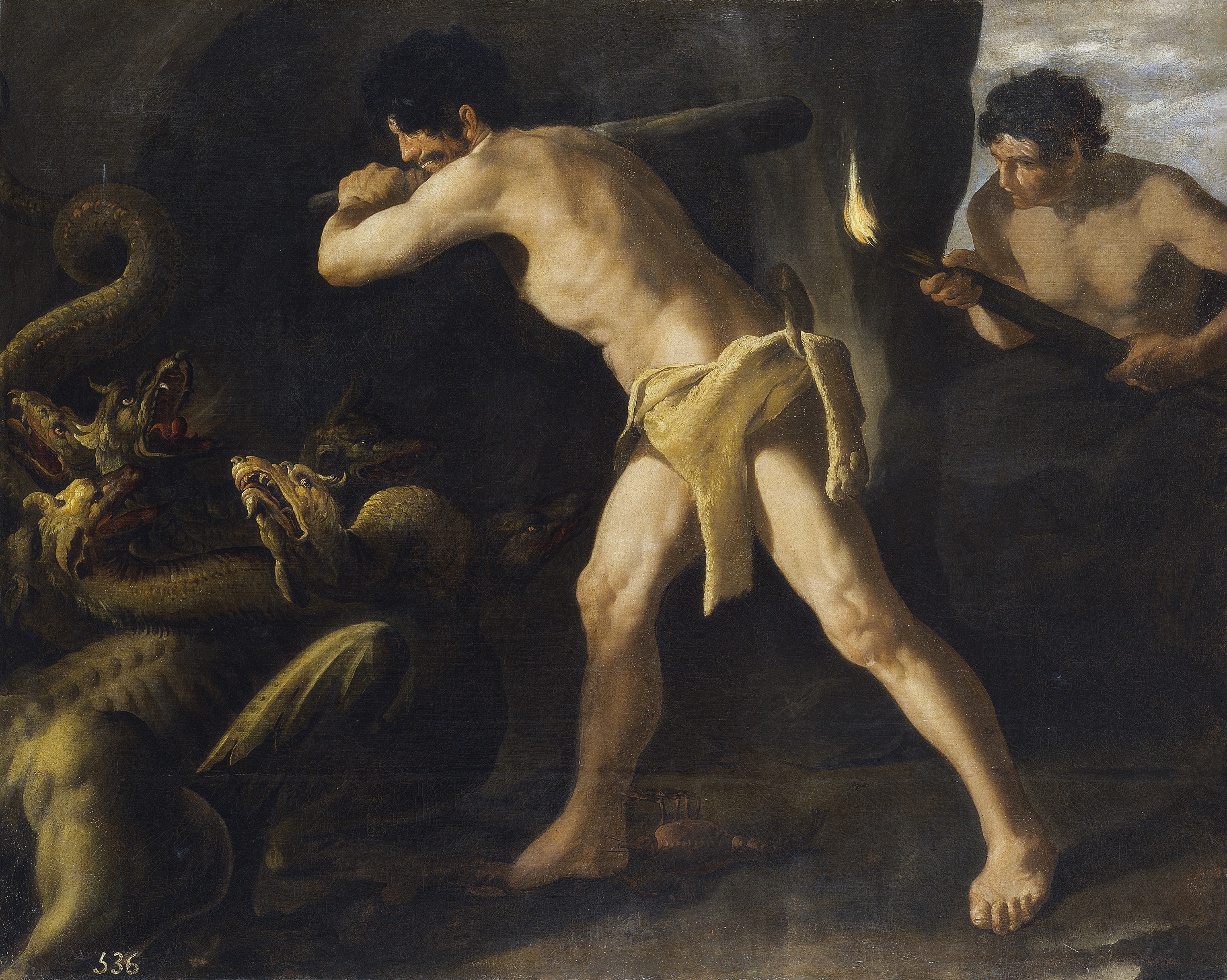
Francisco de Zurbarán: Hércules lucha con la hidra de Lerna, 1634. Museo del Prado, de Madrid.

En cuanto al arte, el pintor español Francisco de Zurbarán realizó diez lienzos sobre los trabajos de Hércules, siendo uno de ellos el de la muerte de la Hidra de Lerna a manos de Hércules que se encuentra en el Museo del Prado. La Hidra también ha sido esculpida en los capiteles románicos en la iglesia de Santa María de Bareyo (Cantabria).
La Hidra aparece en varias películas, siendo su aparición más notable en Jasón y los argonautas (1963), dirigida por Don Chaffey. Más adelante la Hidra también tuvo una aparición en Hércules de Disney (1997), en Hidra (2009) y también Percy Jackson y el ladrón del rayo (2010). La Hidra también aparece como personaje en los libros de la saga de fantasía de Percy Jackson, como en El mar de los monstruos y La marca de Atenea.
En los cómics de Marvel el nombre de Hydra es usada para nombrar a una organización terrorista nazi que hacen de villanos recurrentes con el lema ‘si se corta una cabeza, dos más tomaran su lugar’. La Hidra también aparece en varios videojuegos, como God of War (2005) o Dark Souls (2011).